# Eriogonum hastatum
Eriogonum hastatum är en slideväxtart som beskrevs av Ira Loren Wiggins. Eriogonum hastatum ingår i släktet Eriogonum och familjen slideväxter. Inga underarter finns listade i Catalogue of Life.